# Унаи (микрорегион)

Унаи на карте.

Унаи (порт. Microrregião de Unaí) — микрорегион в Бразилии, входит в штат Минас-Жерайс. Составная часть мезорегиона Северо-запад штата Минас-Жерайс. Население составляет 148 800 человек (на 2010 год). Площадь — 27 404,851 км². Плотность населения — 5,43	 чел./км².

## Демография
Согласно сведениям, собранным в ходе переписи 2010 г. Национальным институтом географии и статистики (IBGE), население микрорегиона составляет:						
| Полное население                             | Полное население                             | Полное население                             | Полное население                             | 148 800 |
| -------------------------------------------- | -------------------------------------------- | -------------------------------------------- | -------------------------------------------- | ------- |
| в том числе:                                 | Городское население                          | 110 231                                      | Процент городского населения, %              | 74,08   |
|                                              | Сельское население                           | 38 569                                       | Процент сельского населения, %               | 25,92   |
|                                              | Мужское население                            | 76 068                                       | Процент мужского населения, %                | 51,12   |
|                                              | Женское население                            | 72 732                                       | Процент женского населения, %                | 48,88   |
| Плотность населения, чел/км²                 | Плотность населения, чел/км²                 | Плотность населения, чел/км²                 | Плотность населения, чел/км²                 | 5,43    |
| Население микрорегиона в % к населению штата | Население микрорегиона в % к населению штата | Население микрорегиона в % к населению штата | Население микрорегиона в % к населению штата | 0,76    |

## Статистика
- Валовой внутренний продукт на 2003 год составляет 1 085 837 003,00 реалов (данные: Бразильский институт географии и статистики).
- Валовой внутренний продукт на душу населения на 2003 год составляет 7660,41 реалов (данные: Бразильский институт географии и статистики).
- Индекс развития человеческого потенциала на 2000 год составляет 0,770 (данные: Программа развития ООН).

## Состав микрорегиона
В составе микрорегиона включены следующие муниципалитеты:
1. Аринус
2. Бонфинополис-ди-Минас
3. Буритис
4. Кабесейра-Гранди
5. Дон-Боску
6. Формозу
7. Наталандия
8. Унаи
9. Уруана-ди-Минас